# Davis-Kanone

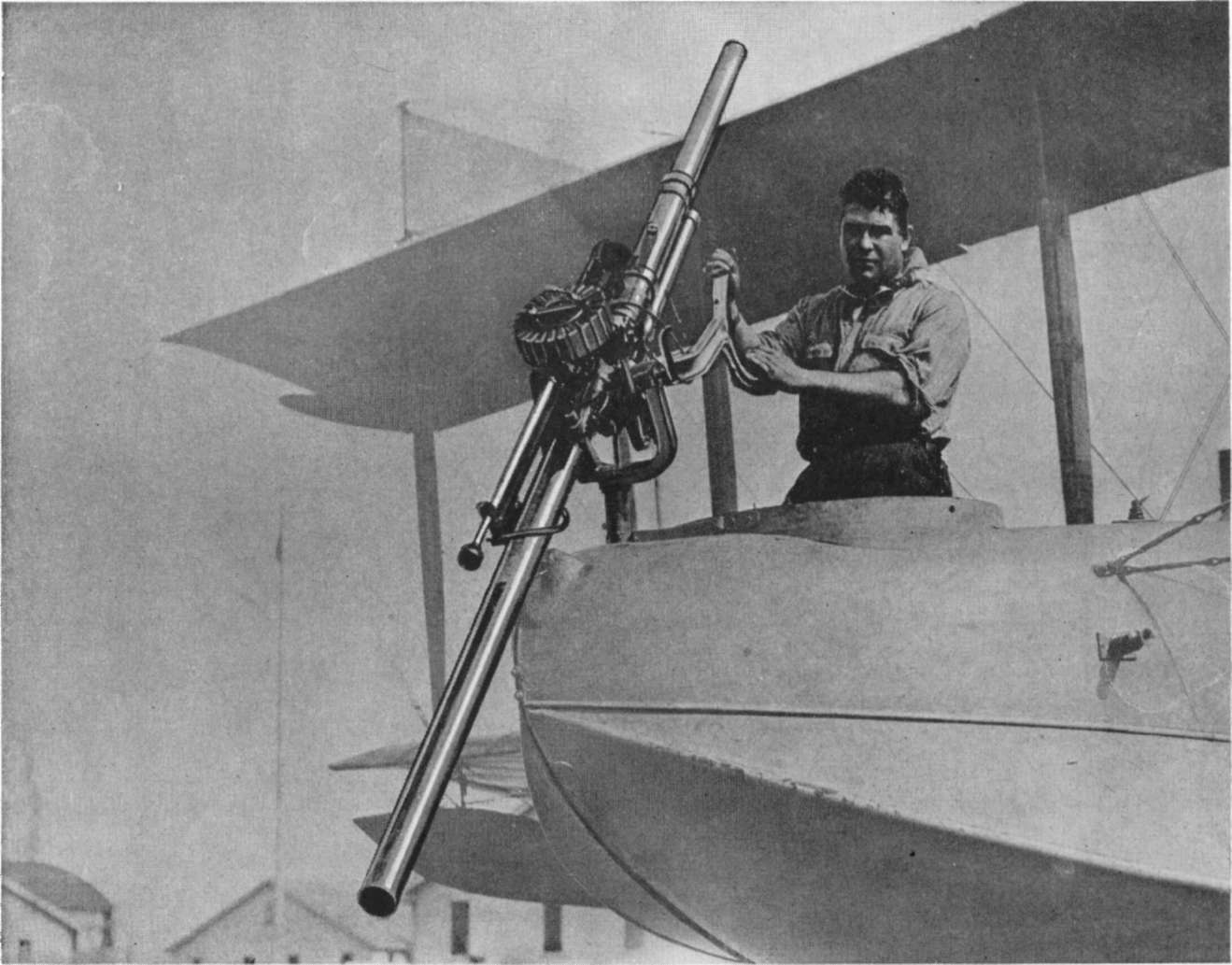
Davis-Kanone auf einem Curtiss HS-Flugboot. Oberhalb des Geschützrohres ist das Einschieß-Maschinengewehr befestigt.

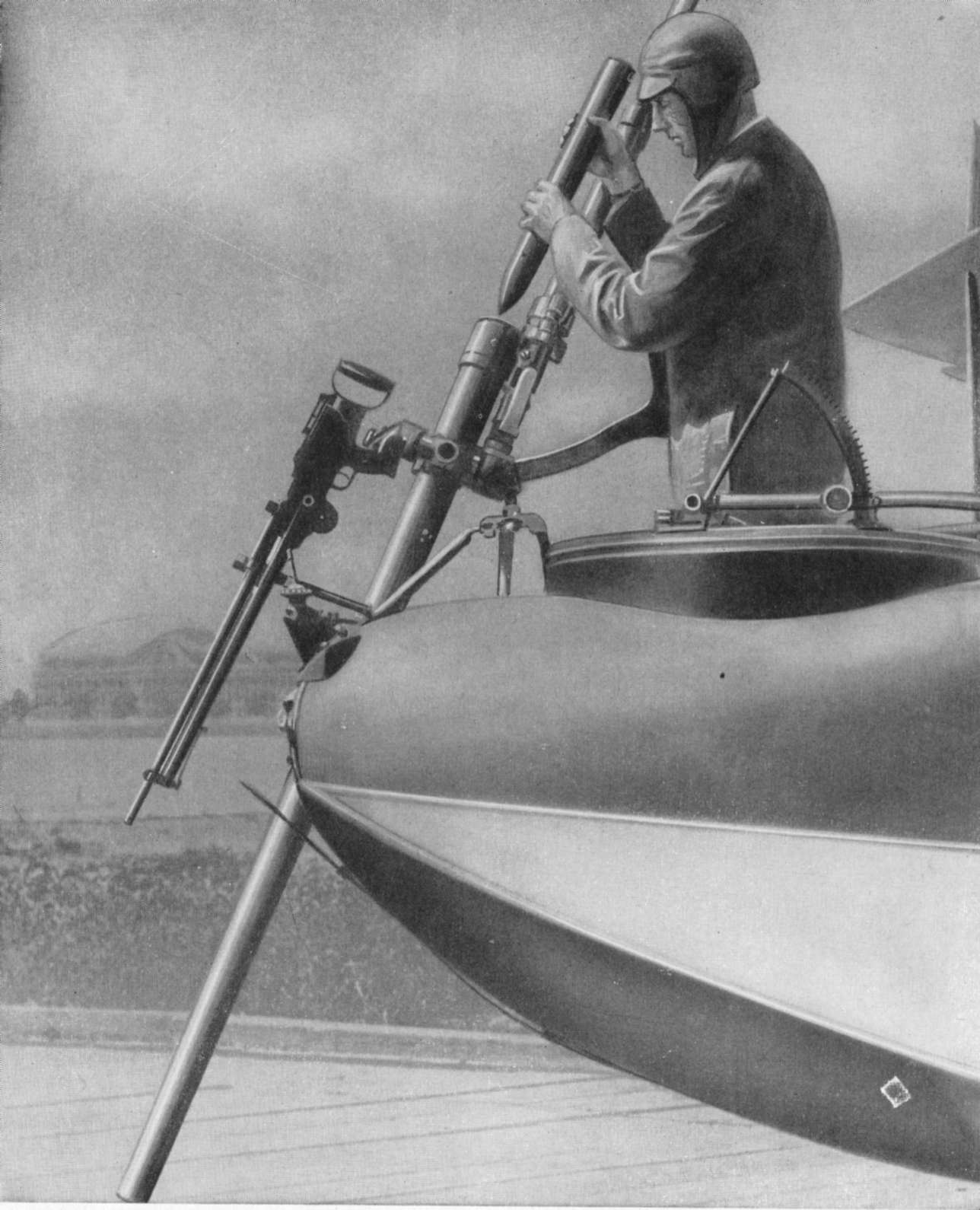
Ladevorgang

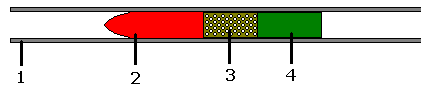
Prinzip: 1) Rohr, 2) Geschoss, 3) Treibladung, 4) Gegenmasse

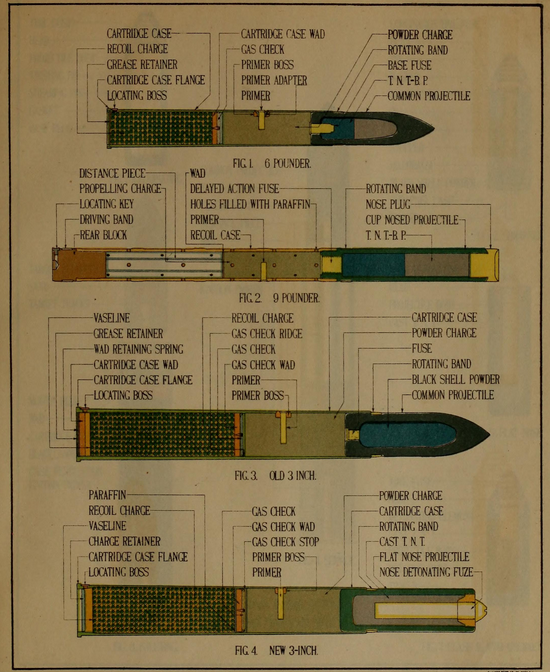
Schnittbilder der Munition

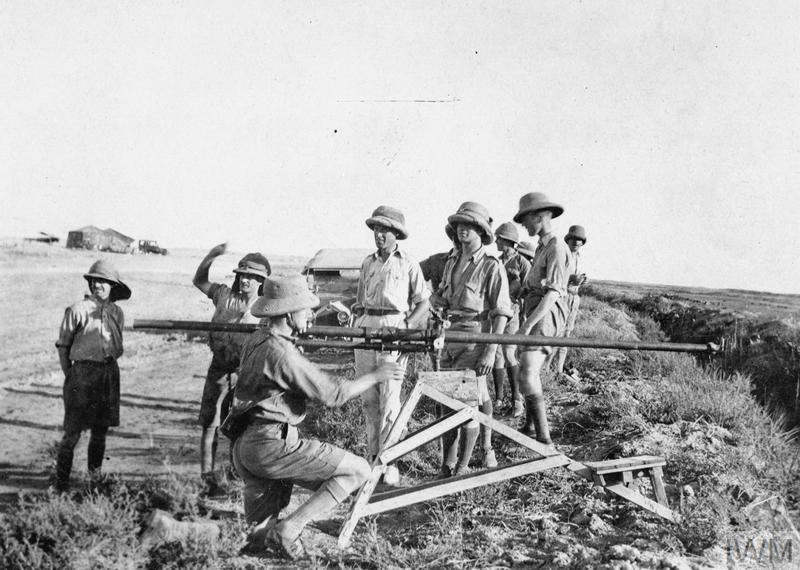
Britische Schießversuche auf einer improvisierten Lafette

Davis-Kanone auf einem US-amerikanischen U-Bootjäger (hinter dem Rettungsboot, erkennbar an dem markanten C-förmigen Griff)

Die Davis-Kanone bzw. das Davis-Geschütz war das erste rückstoßfreie Geschütz. Die Davis-Kanone arbeitete nach dem Prinzip der Gegenmasse d. h. beim Abschuss des Geschosses wurde die Gegenmasse in die entgegengesetzte Richtung geschleudert. Die leichte und rückstoßfreie Waffe schien ideal für die damals fragilen Flugzeuge zu sein. Sie wurde aber nur in begrenztem Umfang im Ersten Weltkrieg vom Vereinigten Königreich und den USA eingesetzt. Verschiedene konstruktive Nachteile und die Weiterentwicklung der Waffentechnik machten die Davis-Kanone obsolet.

## Entwicklung und Technik
Der Entwickler war Cleland Davis, ein Offizier der United States Navy. Davis war Waffenexperte und war unter anderem mit dem Einsatztest des Maschinengewehrs M1895 Colt–Browning im Spanisch-Amerikanischen Krieg vertraut.
Als Anfang des 20. Jahrhunderts das Motorflugzeug praktikabel wurde, kamen schnell Ideen auf, wie es militärisch genutzt werden könnten. Davis beschäftigte, wie man von einem Flugzeug aus Punktziele auf dem Boden bzw. auf dem Wasser bekämpfen konnte. Ein konventionelles Geschütz erzeugte für die damaligen fragilen Flugzeuge zu viel Rückstoß. Davis hatte eine Idee, wie man den Rückstoß neutralisieren konnte. Eine Gegenmasse sollte in die entgegengesetzte Richtung des Geschosses geschleudert werden; dadurch hoben sich die beiden Kräfte auf und die Waffe wäre rückstoßfrei. Ab 1906 arbeitete er an seiner Erfindung. Von 1911 bis 1913 meldete er mehrere Patente an. Im Oktober 1912 fanden die ersten Versuche statt. Das Prinzip einer Gegenmassekanone war an sich lange bekannt; einer der ersten bekannten Entwürfe stammt bereits von Leonardo Da Vinci. Allerdings wurde noch keine auf diesem Prinzip basierende einsatzfähige Waffe entwickelt.
Bei der ersten Version diente das Rohr als Gegenmasse. Das machte die Waffe einschüssig, weil sie nicht mehr nachgeladen werden konnte. Die nächste Evolution war ein zu beiden Seiten offenes Rohr, das in der Mitte geteilt und dessen hintere Hälfte zum Nachladen aufgeklappt werden konnte. Die Verbindung der beiden Rohre war ein Schraubenverschluss. Die Munition bestand aus dem Geschoss, der Treibladung sowie der Gegenmasse in einer Patronenhülse. Die Treibladung beschleunigte das Geschoss und die Gegenmasse aus der Patronenhülse in entgegengesetzte Richtungen. Zunächst hatte die Waffe ein glattes Rohr. Davis fand heraus, dass der Lauf gezogen ausgeführt werden konnte, wenn die Rotation des Geschosses durch eine gegensätzliche Rotation der Gegenmasse aufgehoben wurde.
Die Versuchsmodelle waren mit einem elektrischen Anzünder ausgestattet. Die Einsatzmodelle hatten hingegen einen konventionellen Anzünder nach dem Perkussions-Prinzip. Ungewöhnlich war die Position des Zünders; nicht wie konventionell am Patronenboden, sondern an deren Seite. Deshalb musste die Patrone so liegen, dass der Zünder unter dem Schlagbolzen lag. Um dieses zu gewährleisten, hatte sie eine Zentriernase, welche in eine Auswölbung der Patronenkammer passte. Die Patrone war eine Randpatrone; der Rand verhinderte, dass die Patrone weiter in den Lauf rutschte. Anstatt eines massiven Patronenbodens gab es nur eine dünne Kappe aus Zinn oder Messing. Durch diesen Patronenboden wurde die Gegenmasse nach hinten herausgeschleudert. Diese bestand aus in Vaseline eingegossenen Schrotkugeln. Es gab auch einen anderen Typ Munition, bei dem schon die Patronenhülse das Gegengewicht bildete und komplett nach hinten ausgestoßen wurde.
Die Davis-Kanone verfügte über eine damals neuartige Zielvorrichtung. Ein Lewis-Maschinengewehr wurde als Einschießwaffe auf das Rohr des Geschützes montiert. Der Schütze feuerte mit dem Maschinengewehr, bis die Geschosse auf dem Ziel auftrafen. Erst dann betätigte er den Abzug für das Geschütz. Ein Anschlag an der Lafette stellte sicher, dass nur nach unten gefeuert werden konnte; die Gegenmasse wurde über das Flugzeug geschleudert, da ansonsten die Gegenmasse das eigene Flugzeug hätte beschädigen können.
Die Waffe war in verschiedenen Kalibern verfügbar, die entweder als Geschossgewicht oder als Durchmesser angegeben wurden: 2 pdr (0,91 kg), 6 pdr (2,72 kg), 9 pdr (4,08 kg), 12 pdr (5,4 kg), 2,25 inch (57 mm), 3 inch (76 mm), 5 inch (127 mm). Zudem gab es unterschiedliche Geschosse mit konventioneller Spitze und Flachkopfgeschosse, welchen eine bessere Durchschlagskraft zugeschrieben wurde.

## Einsatz
Schon bereits vor dem Ersten Weltkrieg haben die Briten noch mit Glattrohr versehene Davis-Kanonen getestet. Die Zielgenauigkeit war damals nicht zufriedenstellend. Nach dem Ausbruch des Krieges orderte die Britische Admiralität von der General Ordnance Company in Connecticut einige Davis-Kanonen zu Versuchszwecken. Die aus einem Flugboot durchgeführten Versuche waren vielversprechend und es wurden 300 Geschütze bestellt. Der Royal Naval Air Service plante die Waffe gegen deutsche U-Boote einzusetzen und montierte sie auf einige Curtiss-HS-2L-Flugboote und vier H.P.-O/100-Bomber. An der Westfront kamen diese Bomber gegen Bodenziele wie Nachschubkonvois und Eisenbahnen zum Einsatz. Die Briten zogen die Davis-Kanone offiziell im Februar 1918 zurück, in der Praxis jedoch wahrscheinlich schon im August 1917, weil seit dem Zeitpunkt diese in den Einsatzberichten nicht mehr erwähnt wird.
Weitere Versuche machen die Briten mit der Royal Aircraft Factory B.E.2, die als Abfangjäger für Zeppeline diente. Dieses Flugzeug war jedoch zu klein für die Davis-Kanone. Ein größeres Flugzeug, Robey-Peters Gun-Carrier, wurde speziell entwickelt, um die Waffe zu tragen; doch nachdem der Prototyp abgestürzt war, wurde dieses Projekt nicht mehr weiterverfolgt. Eine weitere Waffenplattform für die Zeppelinabwehr sollte die Supermarine Nighthawk sein, doch die Arbeiten an dem Prototyp wurden wegen zu geringer Fluggeschwindigkeit abgebrochen. Die Briten überlegten auch Panzerwagen mit dieser Waffe zu bestücken.
Die United States Navy erprobte die Davis-Kanone erst ab 1917; es wurden 149 Stück bestellt. Die Waffe wurde auf einigen Flugbooten installiert und sollte gegen U-Boote verwendet werden. Auch ein neues US-amerikanisches Flugzeug, die Naval Aircraft Factory N-1, sollte die Waffe tragen, aber nach zwei Abstürzen wurde dieses Projekt abgebrochen. Spätestens 1920 wurden die Davis-Kanonen von den Flugzeugen abmontiert. Auch einige U-Jagd-Boote der SC-1-Klasse wurden damit ausgestattet. Zudem gab es Überlegungen, die Davis-Kanone auf Truppentransportern und U-Booten (als Deckgeschütz) zu verwenden. Die United States Army machte keine Anstalten, die Waffe zu Land zu benutzen.
Letztendlich wurden die Davis-Kanonen nur in einem sehr begrenzten Umfang operativ eingesetzt. Weder die Briten noch die Amerikaner waren mit der Waffe zufrieden. Die Wirkung der Munition gegen U-Boote war nicht zufriedenstellend. Varianten mit kleineren Kaliber waren zu schwach, um die Hülle zu beschädigen, Varianten mit größeren Kaliber (wie die 5 inch) waren zu groß für die damaligen Flugzeuge. Die Munition war wegen der Gegenmasse schwer und groß. Die nach hinten geschleuderte Gegenmasse blieb ein gefährliches Risiko. Das Rohr der Waffe war mit bis zu 3 m unhandlich lang. Schließlich machten bessere Fliegerbomben und deren Abwurfsysteme die Davis-Kanone obsolet.

## Nachwirkung
Die Davis-Kanone war das einzige einsatzfähige rückstoßfreie Geschütz im Ersten Weltkrieg. Nach dem Waffenstillstand wurde das Konzept in den Vereinigten Staaten nicht mehr weiter verfolgt. Erst im Zweiten Weltkrieg wurden von der Sowjetunion und im Deutschen Reich wieder rückstoßfreie Geschütze eingesetzt. Zwar entwickelte das Deutsche Reich auf Gegenmasse basierende Prototypen, aber es setzte sich das Prinzip ohne Gegenmasse durch. Hierbei wurde der Gegenimpuls von den Pulvergasen der Treibladung erzeugt. Bei einigen rückstoßfreien Panzerabwehrhandwaffen (z. B. der Panzerfaust 3) wird das Prinzip der Gegenmasse wieder angewandt. Der Vorteil ist, dass diese Waffen auch aus geschlossenen Räumen abgefeuert werden können.
Trotz des nur eingeschränkten Erfolgs der Waffe blieb der Name Davis mit dem Prinzip der Gegenmassekanone verbunden.

## Erhaltene Exemplare
Die wenigen erhaltenen Exemplare der Davis-Kanone sind im National Museum of Naval Aviation in Pensacola und im Imperial War Museum in London zu sehen.

## Patente
- Patent  US1108714A: Aeroplane-Gun. Angemeldet am 22. August 1911, veröffentlicht am 25. August 1914, Anmelder: Ordnance Development Company, Erfinder: Cleland Davis.‌
- Patent  US1108715A: Apparatus for firing Projectiles from Aeroplanes. Angemeldet am 21. November 1911, veröffentlicht am 25. August 1914, Anmelder: Ordnance Development Company, Erfinder: Cleland Davis.‌
- Patent  US1108716A: Apparatus for firing Projectiles from Air-Craft. Angemeldet am 7. Juli 1913, veröffentlicht am 25. August 1914, Anmelder: Ordnance Development Company, Erfinder: Cleland Davis.‌
- Patent  US1108717A: Fixed Ammunition for use on Air-Craft. Angemeldet am 5. Dezember 1913, veröffentlicht am 25. August 1914, Anmelder: Ordnance Development Company, Erfinder: Cleland Davis.‌